# NGC 897
NGC 897 ist eine Spiralgalaxie vom Hubble-Typ Sa im Sternbild Fornax am Südsternhimmel. Sie ist schätzungsweise 206 Millionen Lichtjahre von der Milchstraße entfernt und hat einen Durchmesser von etwa 135.000 Lj.
Das Objekt wurde am 19. Oktober 1835 von John Herschel entdeckt.